# Antiplanes briseis
Antiplanes briseis é uma espécie de gastrópode do gênero Antiplanes, pertencente a família Pseudomelatomidae.